# دراسة البيئة والتجارة العالمية
دراسة البيئة والتجارة العالمية (غيتس) مؤسسة بحثية غير ربحية تأسست في عام 1994 لدراسة الروابط المعقدة بين التجارة الدولية والاستدامة البيئية. دعمت دراسة البيئة والتجارة العالمية العديد من المشاريع البحثية في الجوانب القانونية والاقتصادية والبيئية للتجارة والبيئة.
تتمركز غيتس في جامعة ييل.
درست غيتس الدور المتزايد للمجتمع المدني في الحوكمة العالمية.
قرر مجلس غيتس في عام 2004، أن مبلغًا كافيًا قد جُمع على مدى العقد، وأنه حان الوقت لإنهاء المشروع.

## الإنجازات الرئيسية
حققت دراسة البيئة والتجارة العالمية إنجازات رئيسية:
- أولًا، ساعدت غيتس في رفع وعي المؤسسات الدولية والحكومات حول أهمية الربط بين التجارة والبيئة والحاجة إلى ركائز تحليلية أفضل لصنع القرار الحكومي الدولي. سَعِدت غيتس في عام 2001 عندما دُمجت البيئة كهدف محدد لجولة مفاوضات منظمة التجارة العالمية في الدوحة.[3]
- ثانياً، دعت غيتس إلى مزيد من الشفافية في منظمة التجارة العالمية في التوثيق، ودعت إلى إتاحة الفرصة للمنظمات غير الحكومية لتقديم تقارير موجزة صديقة للمحكمة. سعدت غيتس لموافقة منظمة التجارة العالمية على إصدار المزيد من الوثائق، ولرؤية ملخصات هيئة الاستئناف التي تسمح بتقارير موجزة صديقة للمحكمة في الولايات المتحدة- قضية الروبيان.[4]
- ثالثاً، دعت غيتس إلى تفسير أكثر قربًا للبيئة لقواعد التجارة، لا سيما فيما يتعلق بالتدابير البيئية التي استُعرضت بموجب المادة العشرون من الاتفاقية العامة للتعريفة الجمركية والتجارة (الجات). قامت هيئة الاستئناف بذلك في العديد من قضايا منظمة التجارة العالمية البارزة.[5]
- رابعاً، دعت غيتس إلى إدراج بُعد بيئي في اتفاقيات التجارة الحرة الثنائية والإقليمية الناشئة، ولا سيما في أمريكا اللاتينية، ويستمر إحراز التقدم في ذلك.

## المشاركة والتعاون المؤسساتي
كان لغيتس ثلاث مؤسسات رئيسية مشاركة- مؤسسة القانون البيئي الدولي والتنمية (مقرها في لندن)، ومعهد السياسة الزراعية والتجارية (مقره في مينيابوليس)، ومركز ييل للقانون والسياسة البيئية (مقره في نيو هافن).
تعاونت غيتس مع العديد من معاهد البحث في البلدان المتقدمة والنامية.

## التمويل
من بين الممولين الرئيسيين لغيتس: مؤسسة فورد، ووكالة حماية البيئة الأمريكية، ووزارة الإسكان والتخطيط المكاني والبيئة الهولندية، وصندوق مارشال الألماني، ومؤسسة جون دي وكاثرين تي ماكارثر، ومركز الشراكة الدولية/ مؤسسة اليابان، وصناديق بيو الخيرية، وصندوق الإخوة روكفلر.

## التفسير
كتب مارتن نيل بيلي وروبرت زي لورانس مؤخرًا منظورًا رجعيًا بشأن التنافسية وعمل المجلس.